# Башар Рахал
Башар Мунзер Рахал (на арабски: بشار رحال) е български актьор.

## Биография
Роден е на 20 октомври 1974 г. в  Дубай, Обединени арабски емирства в семейството на Мунзер Рахал – ливанец и Мариана Рахал – българка. Има сестра Карла Рахал, която се изявява като певица и актриса. През 1980 г. семейството му заминава за България. На 12 години Рахал започва да играе в телевизионни скечове. Две години по-късно влиза в групата на театър „Сълза и смях“. Там играе различни постановки, някои от които по Шекспир и Чехов. Водещ е на телевизионното предаване „Следващият, моля“ по TV7. От 5 септември 2015 г. е водещ на собственото си шоу „Бездомното шоу на Башар Рахал“ по bTV. На 27 февруари 2017 г. става част от петия сезон на телевизионното предаване „Като две капки вода“ по Нова телевизия. През 2021 г. участва в третия сезон на „Маскираният певец“ като гост-участник в ролята на Бухалът. През 2024 г. води шестия сезон на Big Brother заедно с Александра Богданска.

## Филмография
- 1952: Иван и Александра (1989) (като Башар Ахал)
- Лошо момче (1992)
- Коледни апаши (тв, 1994)
- Полицаи и престъпници (1993 – 1995), 3 серии – (в 3-та „Нощта на самодивите“)
- Невероятните приключения на Синдбад мореплавателя (1996) – глас
- Reel Mix (1996)
- След края на света (1998)
- Дунав мост (7-сер. тв, 1999) – молдованец
- Данъ Коловъ - царят на кеча (1999), 4 серии (България / САЩ)
- Данъ Коловъ – царят на кеча (1999), 2 серии (България / САЩ)
- Един камион за двама (1999) – подофицер
- Клиника на третия етаж (1999, 2000, 2010), 35 серии – циганин (в 1 серия: I)
- City of Fear (2001) – Филипс
- U.S. Seals (2001) – Идалго
- Los patriotas (2002) – Омар
- Shark Attack 3: Megalodon (2002) – Луис Руис
- Nowhere to Hide (2002)
- Death Train (2003) – Лопес
- Disaster (2004) – Играч
- Target of Opportunity (2005) – Иван
- Развитие в застой (2006) – иракски таксиметров шофьор
- Hannibal (2006) – Хасдрубал
- Приключенията на един Арлекин (4-сер. тв, 2007) – просяк, съквартирант на Фелисиано
- Basilisk: The Serpent King (2008) – бедуински водач
- The Onion Movie (2008) – арабски терорист
- The Shepherd: Border Patrol (2008) – войник
- Корпорация Война (2008)
- Dark Streets (2008) – барман
- Monster Ark (ТВ) (2008) – бунтовник
- Shark in Venice (2008) – медицински работник
- Матрьошки (ТВ) (2008) – Борис
- Звеното (ТВ) (2008) – духовник
- Моето име е Ърл (ТВ) – арабин
- Direct Contact (2009) – Генерал Драго
- The Tournament (2009) – Аса Сади
- Ледена смърт (2009) (Whiteout), (САЩ, Канада, Франция, Турция) – руски пилот
- 24 (2010) – Генерал Васим
- Стъпки в пясъка (2010) – Хани
- Конан Варварина (2011) – старши кормчия
- Стъклен дом (2011) – Стефан Шакалиев – Шаки (от 4 сезон)
- Корпус за бързо реагиране (2012) – Кутрум
- Домашен арест (2012) – Йоландо Есмериан
- Sofia (2012) – Абдула Саид
- El Gringo (2012) – Съливан
- Дървото на живота (2013) – (24 серии) – Христо Вълчев
- Легендата за Хекулес (2014) – командир на батальон
- Корпус за бързо реагиране 2: Ядрена заплаха (2014) – Кутрум
- In the Name of the King 3: The Last Mission (2014) – Улрих
- Непобедимите 3 (2014) – главнокомандващ
- Живи машини (2014) – доктор
- Index Zero (2014) – Андрю
- The Throwaways (2014) – брокер
- Оцеляване (2015) – полицай №1
- Septembers of Shiraz (2015) – член на комитет
- Жената на моя живот (2015) – гласа на главния герой Азад на български език
- Нокаут или Всичко, което тя написа (2016) – Майкъл
- 11А (2016) – Иван
- Бойка: Фаворитът (2016) – (САЩ, България) – скаут №2
- Бензин (2017) – Рахим
- Привличане (2018) – Борисов[2][3]
- Завръщане (2019) – Бранимир Василев
- Братя (2020) – Гаврилов
- Чичо Коледа (2021) - продуцента
- Завръщане 2 (2022) – Бранимир Василев
- В сърцето на машината (2022) – капитан Козарев
- Аферата Пикасо (2023) - майор Георги Стоянов
- Много мой човек (2023) - Мирослав

### Дублаж
- „Фантастичното пътешествие до Оз“ (2017) – Урфин
- „Падингтън 2“ (2017)